# 文春新書
文春新書（ぶんしゅんしんしょ、Bunshun shinsho）は、1998年10月に創刊した文藝春秋発行の新書レーベルである。
創刊第1号は高橋紘・所功共著『皇位継承』である。通常月4点刊行だが、6点や8点の月もある。新書の中では比較的重版の率が高い。
2012年1月20日に発刊した阿川佐和子著『聞く力』は、160万部を超えるベストセラーとなった。通巻1000点目となる池上彰・佐藤優共著『新・戦争論 僕らのインテリジェンスの磨き方』は、2015年1月時点で31万部を突破している。2015年、ISILの組織の台頭を歴史的背景から解き明かした『イスラーム国の衝撃』（池内恵著）が話題になり、10万5000部を超えるヒット作となる。

## 主なタイトル
- マネー敗戦（吉川元忠著）
- 拒否できない日本（関岡英之著）
- 漢字と日本人（高島俊男著）
- 日本国憲法を考える（西修著）
- 金融工学、こんなに面白い（野口悠紀雄著）
- 旧制高校物語（秦郁彦著）
- 象徴天皇の発見（今谷明著）
- 「三国志」の迷宮（山口久和著）
- テロリズムとは何か（佐渡龍己著）
- 県民性の日本地図（武光誠著）
- 白虎隊（中村彰彦著）
- 高杉晋作（一坂太郎著）
- 日本語の21世紀のために（丸谷才一、山崎正和）
- ローマ人への20の質問（塩野七生著）
- フェイスブックが危ない（守屋英一著）

## ベストセラー
- 聞く力（阿川佐和子著） - 160万部[6]
- 美しい国へ（安倍晋三著） - 51万6000部[10]
- 新・戦争論 僕らのインテリジェンスの磨き方（池上彰・佐藤優共著） - 31万部[8]
- 叱られる力 聞く力2（阿川佐和子著） - 20万部[11]
- イスラーム国の衝撃（池内恵著） - 10万5000部[9]